# 앤서니 키번
앤서니 키번(영어: Anthony Keyvan, 2000년 8월 13일 ~ )은 미국의 남자 배우이다. 이란인 아버지와 필리핀인 어머니 사이에서 태어났다.